# Mairie d’Ivry
Mairie d’Ivry – końcowa stacja linii 7 metra w Paryżu, położona w gminie Ivry-sur-Seine w departamencie Dolina Marny.

## Stacja
Stacja została otwarta w 1946 roku. Posiada jednonawową halę peronową z trzema torami i dwoma peronami – jednym bocznym i jednym centralnym. Na południe od stacji znajduje się komora torów odstawczych.
Jest to jedno z dwóch zakończeń linii 7 na południe od Paryża. Ponieważ rozgałęzia się ona za stacją Maison Blanche, dalej pociągi jadą na przemian do stacji końcowej Mairie d’Ivry lub Villejuif – Louis Aragon.
Nazwa stacji pochodzi od znajdującego się w pobliżu merostwa (fr. mairie) gminy Ivry-sur-Seine.

## Przesiadki
Stacja umożliwia przesiadki na autobusy dzienne RATP.

## Otoczenie
W sąsiedztwie stacji znajdują się:
- merostwo gminy Ivry-sur-Seine
- fort Ivry